# Судницын, Иван Иванович
Ива́н Ива́нович Судни́цын (21 октября 1932, Москва — 13 января 2024, Москва) — советский и российский физик и почвовед, кандидат сельскохозяйственных наук, доктор биологических наук, профессор МГУ, заслуженный научный работник Московского университета, заслуженный деятель науки Российской Федерации (2006). Академик.

## Биография
И. И. Судницын окончил биолого-почвенный факультет МГУ в 1955 году, в 1962 году защитил кандидатскую диссертацию «Закономерности движения влаги в почвах», в 1978 году — докторскую «Закономерности движения почвенной влаги и её потребление растениями».
В 1955—1964 годах работал в Институте леса АН СССР, в 1964—1968 годах — в Институте прикладной геофизики, с 1968 года — на факультете почвоведения (до 1973 года — биолого-почвенном факультете) МГУ.
На факультете почвоведения Судницын создал учебные курсы по моделировании почвенно-физических процессов, читает курс лекций «Экологическая гидрофизика почв» для студентов кафедры физики и мелиорации почв. Был награждён премиями Минвуза СССР (1980) и им. М. В. Ломоносова. С 1995 года он являлся профессором Международного университета природы, общества и человека «Дубна», где ведёт созданный им курс почвоведения.
Иван Иванович Судницын — первый из научных руководителей секции (организована в 1997 году) «Биосфера и проблемы Земли» Всероссийской научной конференции молодых исследователей «Шаг в будущее», которая проводится научно-социальной программой для молодёжи и школьников «Шаг в будущее» (действует с 1991 года), координирующей деятельность более сотни университетов и научных центров. В 2005 году за работу по создании и реализации программы И. И. Судницын был удостоен Премии Президента РФ в области образования.
Иван Иванович Судницын входил в состав жюри Национального соревнования молодых учёных Европейского союза.
Интересовался генеалогией и восстановил историю своего рода до XVI века. Обнаружил, в частности, наличие у себя общих предков с Д. И. Менделеевым. Изучение родословной и творческого наследия великого химика утвердило Судницына в мысли, что появление гениев не случайно и во многом определяется генами, а также привело к переосмыслению им философии русского космизма. Итоги своих размышлений и генеалогических исследований И. И. Судницын неоднократно публиковал как в виде монографий (см., например, «Рождение биогеохимии», 2002), так и в периодической печати.
Скончался 13 января 2024 года на 92-м году жизни.

## Научная деятельность
Основная сфера научных интересов — экологическая гидрофизика почв: изучение движения влаги в системе «почва-растения-атмосфера». И. И. Судницын явился основоположником данного направления исследований, чем внёс существенный вклад в развитие физики почв. Им создана универсальная теория движения воды в почве, выявлены закономерности поглощения растениями почвенной влаги. Найдены зависимости ряда физиологических параметров растений, интенсивности процессов метаболизма почвенных микроорганизмов и структуры почвенного микробного сообщества от потенциала почвенной влаги. Изучены режимы потенциала почвенной влаги в почвах разных типов. Для определения термодинамических свойств воды в почве И. И. Судницыным были разработаны новые приборы и методы, отмеченные 10 авторскими свидетельствами.

### Основные работы
Автор более 200 научных публикаций, в том числе монографий:
- Закономерности передвижения почвенной влаги (1964)
- Новые методы оценки водно-физических свойств почв и влагообеспеченности леса (1966)
- Движение почвенной влаги и водообеспечение растений (1979)
- Оптимизация водного и азотного режимов почвы (1988, в соавторстве)
- «Развитие актиномицетов при низкой влажности окружающей среды» (соавт., 2014)
- «Почва — вода — растения — микроорганизмы» (соавт., 2014)
- «Инструментальные методы оптимизации увлажнения почвы» (соавт., 2015)
- «Закономерности поглощения почвенной влаги растениями» (соавт., 2017)
- «Закономерности движения почвенной влаги» (соавт., 2017)
- «Давление почвенной влаги» (соавт., 2017)

Иван Иванович Судницын является автором 3 учебных пособий, в том числе «Экологическая гидрофизика почв» (1995), «Физика и химия почв» (соавт., 2011).

## Награды
- Заслуженный деятель науки Российской Федерации (15 декабря 2006 года) — за большие заслуги в научной деятельности[3]
- Почётная грамота Президента Российской Федерации (26 октября 2023 года) — за заслуги в научно-педагогической деятельности, подготовке квалифицированных специалистов и многолетнюю добросовестную работу[4]
- Премия Президента Российской Федерации в области образования за 2003 год (в составе группы учёных) — за научно-практическую разработку «Создание и реализация российской научно-социальной программы для молодёжи и школьников „Шаг в будущее“»[5]